# Oenothera centaurifolia
Oenothera centaurifolia là một loài thực vật có hoa trong họ Anh thảo chiều. Loài này được Steud. mô tả khoa học đầu tiên.